# چه زهارا
چه زهارا بنت نور محمد (انگلیسی: Che Zahara؛ زاده ۱۹۰۷-درگذشته ۱۹۶۲) یک فعال مالایی بود که در زمینه حقوق زنان و کودکان در سنگاپور فعالیت می‌کرد. به گفته روزنامه‌نگار، حاجه حلیزه محد سام وی یکی از اولین زنان مالایی در سنگاپور بود که برای حقوق زنان مدرن مبارزه کرد. چه زهارا مؤسس سازمان بنیانگذار انجمن رفاه زنان مسلمان در سنگاپور، انجمن بهزیستی زنان مالایی (MWWA) است. در طی سیزده سال، او بیش از ۳۰۰ زن و یتیم را بدون توجه به نژاد یا مذهب تحت پوشش قرار داد. او نه تنها به مردم خانه داد بلکه به آن‌ها دانش مذهبی و مهارت‌های اقتصادی پایه مانند دوزندگی را آموزش داد.

## زندگی‌نامه
چه زهارا در خانواده ای برجسته در سنگاپور به دنیا آمد. پدرش نور محمد یک شخصیت مهم و یکی از نخستین مردمان مالایی بود که انگلیسی یادگرفت و به دخترش نیز یاد داد. شوهرش آلال محمد رسول، طرفدار رفاه اجتماعی و عدالت بود. پس از جنگ جهانی دوم، او و همسرش به یتیمان و زنان نیازمند در خانه خودشان که در وسط منطقه سرخ واقع شده بود پناه دادند.
چه زهارا MWWA را در اکتبر سال ۱۹۴۷ تأسیس کرد و از این گروه برای تمرکز بر موضوعات پیرامون اصلاح ازدواج استفاده کرد. MWWA هشتاد عضو را به خود جلب کرد که حدود پنجاه نفر از آنها معلمانی بودند که بلافاصله پس از تأسیس در آن مشغول به فعالیت شدند.
در سال ۱۹۴۸ او چهار نمایشنامه کوتاه نوشت تا به عنوان اعتراضی علیه رسوم سنتی ازدواج مالایا اجرا شود که شامل توانایی یک مرد برای طلاق همسرش بدون تحقیق قانونی بود. علاوه بر آن، او برای پرداخت مهریه توسط مردان به همسران خود مبارزه کرد. چه همچنین حداقل سن ازدواج را در سنگاپور به وجود آورده‌است. ابتکار دیگری که چه زهارا از آن حمایت کرد تشویق زنان به دادن خون به بیمارستان سنگاپور برای رفع نیازهای انتقال خون بود.
پس از تأسیس انجمن زنان سنگاپور (SCW)در ۱۹۵۲، چه زاهارا یک شبکه گسترده‌تر و منابع بیشتری در اختیار MWWA قرار داد. در سال ۱۹۵۵، او نماینده سنگاپور در کنگره جهانی مادران بود که در سوئیس برگزار شد. در ۱۹۶۱، چه زاهارا به همراه SCW به تأسیس منشور زنان سنگاپور کمک کردند.
وی در سال ۲۰۱۴ وارد تالار مشاهیر زنان سنگاپور شد.